# Джон фон Нойман
Вижте пояснителната страница за други личности с името Нойман.
Джон фон Нойман (на английски: John von Neumann; на унгарски: Neumann János) (28 декември 1903 – 8 февруари 1957) е роден в Унгария американски физик, математик и енциклопедист от еврейско потекло, направил множество важни приноси към квантовата физика, функционалния анализ, теорията на множествата, икономиката, информатиката, статистиката и други области, свързани с математиката.
Преди всичко фон Нойман е запомнен като пионер на съвременния цифров компютър и прилагането на теория на операторите към квантовата механика, като член от екипа на Проекта Манхатън и създател на теорията на игрите и концепцията за клетъчните автомати.

## Биография
Джон фон Нойман е син на преуспяващ будапещенски банкер. От дете се отличава със способности. На петнадесет години усвоява основите на висшата математика. През целия си съзнателен живот демонстрира способност да извършва на ум сложни изчисления, като прави това по-бързо от всички, въоръжен с хартия, молив и справочник.

## Научна работа
Фон Нойман участва в свръхсекретните проекти по създаване на атомна и водородна бомба. Доказва математически осъществимостта на взривния способ за детонация на атомната бомба.
За бъдещия компютър представите му били „не просто като за мощно пресмятащо устройство, а като универсален инструмент за научни изследвания, с практически неограничени възможности за решаване на задачи с алгоритмичен характер“.
Като консултант на Мурската школа по отношение на EDVAC фон Нойман участва в срещите за разработване на идеята за запаметена програма и написва непълна поредица от записки First Draft of a Report on the EDVAC.. Те са предназначени за използване като вътрешен меморандум и описват, развиват и формулират на формален и логичен език идеите, развили се по време на срещите. Въпреки това документът заема важно място в последвалото развитие на компютрите. Херман Голдстайн, администратор и отговорник по сигурността на ENIAC, го разпространява из правителствени и образователни учреждения, предизвиквайки интерес към създаването на ново поколение електронни изчислителни машини. Сред тях са Electronic Delay Storage Automatic Calculator (EDSAC) в Кеймбриджкия университет, Англия и SEAC в Американския институт по стандартизация.

## Избрана библиография
- 1923. On the introduction of transfinite numbers, 346 – 54.
- 1925. An axiomatization of set theory, 393 – 413.
- 1932. Mathematical Foundations of Quantum Mechanics, Beyer, R. T., trans., Princeton Univ. Press. 1996 edition: ISBN 0-691-02893-1.
- 1944. Theory of Games and Economic Behavior, with Morgenstern, O., Princeton Univ. Press, online в archive.org. 2007 edition: ISBN 978-0-691-13061-3.
- 1945. First Draft of a Report on the EDVAC.[3].
- 1963. Collected Works of John von Neumann, Taub, A. H., ed., Pergamon Press. ISBN 0-08-009566-6
- 1966. Theory of Self-Reproducing Automata, Burks, A. W., ed., University of Illinois Press. ISBN 0-598-37798-0
- von Neumann, John. Continuous geometry.   Princeton University Press, 1998, [1960]. ISBN 978-0-691-05893-1.
- von Neumann, John. Continuous geometries with a transition probability. Т. 34.   1981, [1937]. ISBN 9780821822524.